# Летающий танк

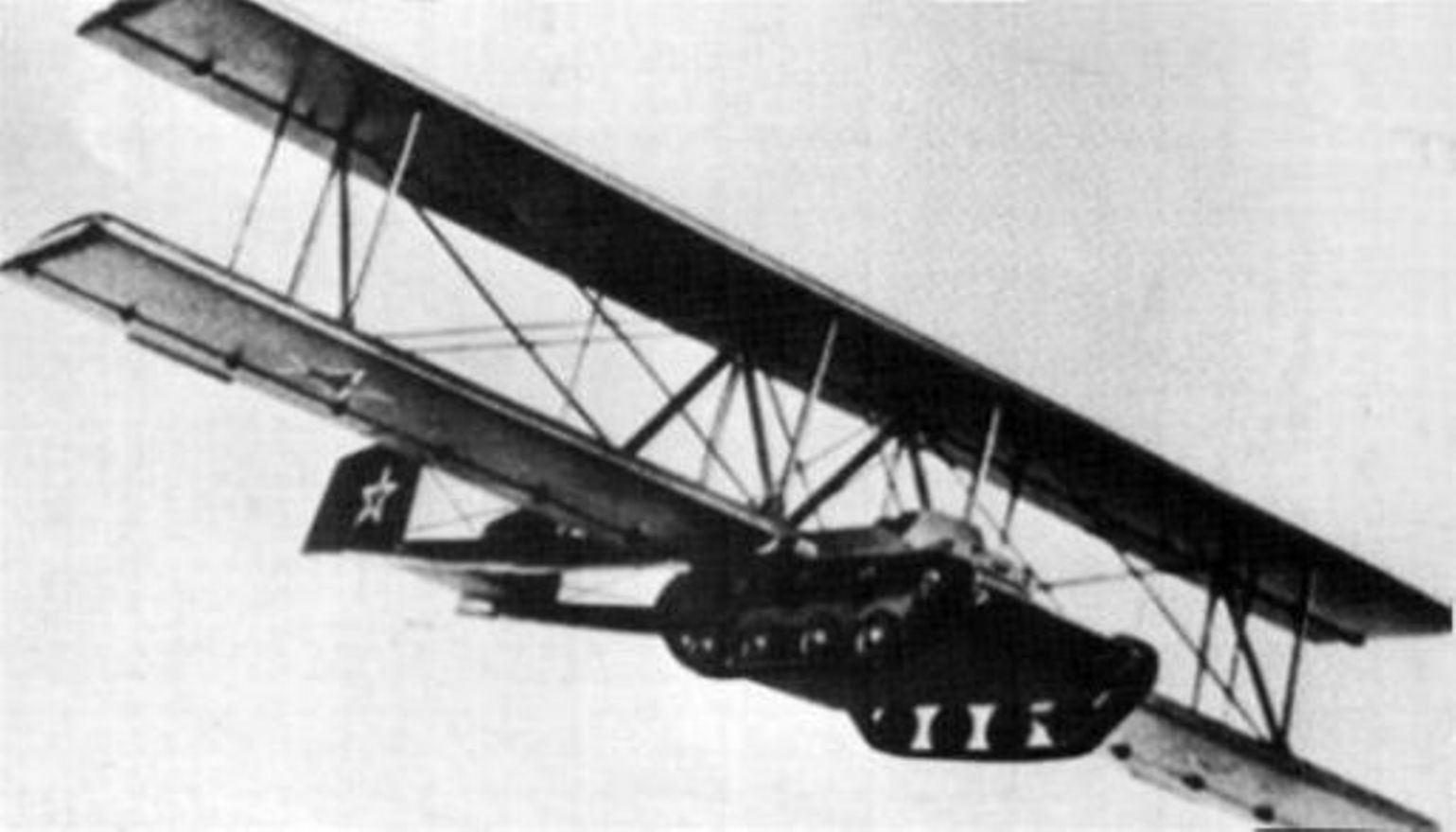
Летающий танк А-40

Летающий танк — экспериментальная разновидность техники, представляющая собой гибрид танка и планёра, и гипотетически, возможно пригодная для поддержки пехоты. В разных проектах конструкция летающего танка предполагала его некое присоединение к планеру (в том числе и буксировку) и переноску его в подобном положении на поле боя.

## Применение
Воздушно-десантные войска в первой половине XX века могли десантироваться на поле боя с помощью парашютов, спрыгивая с борта транспортного самолёта (в том числе бомбардировщика) или планера. Военные самолёты могли доставлять в помощь пехоте тяжёлое вооружение от артиллерии до лёгкой бронетехники, сбрасывая её на парашюте или доставляя на военных планерах. Проблема при сбросе техники заключалась в том, что экипаж и собственно техника сбрасывались отдельно, поэтому могли либо вступить поздно в бой, либо не вступить вообще. Планеры могли доставить технику и экипаж в зону для высадки, а также уменьшить видимость буксируемого самолёта, которому не следовало появляться на поле боя. Гипотетически в качестве варианта доставки техники рассматривался перелёт планера с танком на борту, а после приземления с этого образца техники снимали крылья планера, и танк вступал в бой в течение ближайших минут.

## Развитие

### США
Американский конструктор танков Джон Уолтер Кристи был одним из немногих американских инженеров, которые в 1930-е годы занимались исследованиями в области летающих танков. Позже для десантирования был разработан специальный аэромобильный танк M22 Локаст.

### СССР

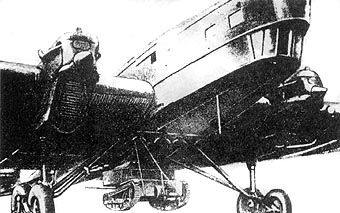
Бомбардировщик ТБ-3 и буксируемая им танкетка Т-27, 1935 год

Эксперименты с летающей бронетехникой были наиболее масштабными в СССР. Пока в СССР только закладывали основу для производства шёлка, необходимого для парашютов, РККА занимались изучением вопросов десантирования солдат без парашютов, но с планёров (в том числе в холодное время года). Так, в ОКБ ВВС РККА авиаконструктор П. И. Гроховский занимался разработкой двухместного бронеавтомобиля на воздушной подушке и танка на воздушной подушке, которые в итоге дальнейшего развития не получили. Среди других проектов Гроховского были различные планеры и десантные самолёты, способные доставлять войска на поле боя, которые назывались «авиабусами». Одним из таких был авиабус Г-45 на базе бомбардировщика ТБ-1: состоялось пять сбросов, из которых при четвёртом были сброшены Гроховский и его заместитель И. В. Титов, чьё приземление оказалось не очень мягким, и в итоге проект Г-45 продолжения не получил. 2 декабря 1931 года М. Н. Тухачевский распорядился запустить в серийное производство модификацию под названием Г-45А, однако на испытаниях 1932 года самолёт был разбит при первом же сбросе и более не испытывался.
Дальнейшие разработки велись на основе танкеток Т-27 и лёгких танков Т-37, которые изначально доставляли с помощью бомбардировщиков ТБ-3, а также плавающего танка Т-40. Среди проектов фигурировал МАС-1 (ЛТ-1), не вышедший дальше уровня макета. В 1941 году в разгар Великой Отечественной войны началась разработка летающего танка А-40 на базе Т-60, однако испытания завершились не совсем удачно — мощности двигателей ТБ-3 не хватало для перелёта с танком на требуемой скорости в 160 км/ч (максимально возможная скорость составляла всего 130 км/ч).

### Япония
В Японии велись эксперименты с 1943 года над летающим танком номер 3 типа «Со-Ра» или «Ку-Ро» для нужд парашютистов Императорской армии Японии. У этого танка были съёмные крылья, но он сам мог быть отбуксирован тяжёлыми планерами типа Kokusai Ku-7 или Kokusai Ku-8, а также тяжёлыми бомбардировщиками типа Mitsubishi Ki-21. Разработки в этой области дальше не продвинулись, хотя в 1944 году на Филиппины были переброшены планёры для буксировки танков. Ещё одним проектом был летающий танк типа Maeda Ku-6, также не вышедший дальше стадии экспериментов.

### Великобритания
В 1941 году Лесли Эверетт Бэйнс разработал проект бесхвостного планера Carrier Wing Glider, способного лететь на высоте до 3 км и нести танк. Испытывалась упрощённая версия Baynes Bat. Несмотря на успешные испытания, работа над подобными летающими танками в Великобритании не получила продолжения: в стране были разработаны планеры Airspeed Horsa и General Aircraft Hamilcar для доставки джипов и лёгких танков (в том числе специальных аэромобильных типа Mk VII Tetrarch).

### После войны
После войны СССР развивал дальше методы доставки техники на поле боя, но занимался именно её сбросом на парашютах с больших десантных самолётов, чтобы обеспечить поддержку воздушно-десантным войскам. В середине 1970-х годов состоялось первое десантирование БМД-1 с экипажем внутри с помощью парашюта и ретроракеты.

## В культуре
Различные образцы техники, способные передвигаться по земле и взлетать, позже встречались в компьютерных играх и были чаще представлены в качестве неправдоподобно «трансформирующейся» техники.